# Autosifon

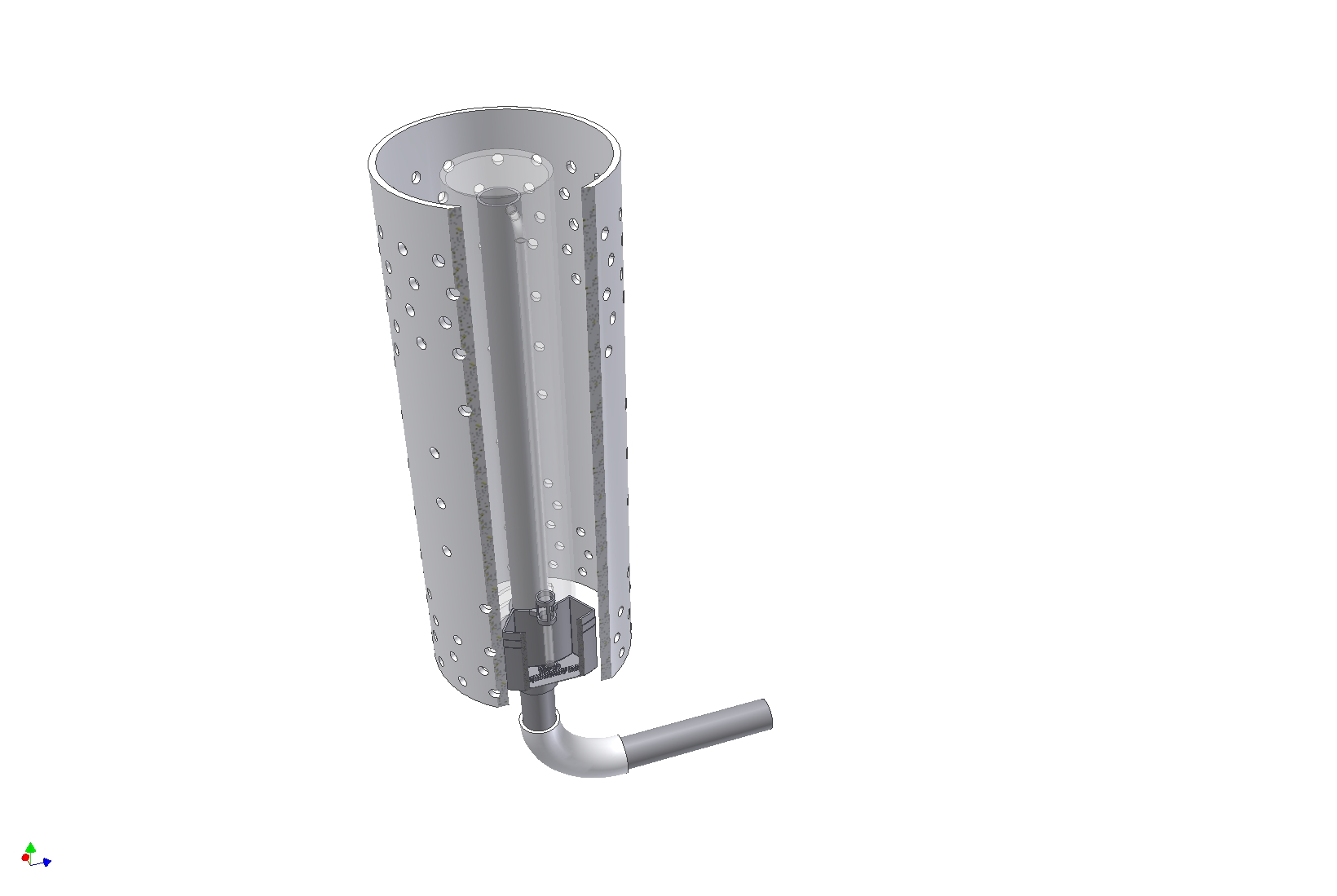
Autosifon

Een autosifon of bellsiphon is een systeem waarin automatisch een hevel gevormd wordt tussen twee in hoogte verschillende vloeistofsystemen. Bij hoogwaterstand in het bovenste systeem zal de hevel in werking treden en het water uit het bovenste systeem doen stromen. Meestal bevat een autosifon ook een verbreeksysteem dat de hevelende werking verbreekt bij een bepaalde lage waterstand.

## Principe en werking
Een autosifon bestaat meestal uit drie delen:
1. een standpipe of afvoerbuis die de hoogte van de waterstand bepaalt
2. een overzetbuis of klok (bell)
3. een verbreeksysteem

De klok is bovenaan gesloten en heeft onderaan openingen, waar het water instroomt. Zodra het water aan de bovenkant van de standpipe komt, begint het hierin over te lopen. Door het 'vallende water' wordt een waterslot gevormd: het water vormt als het ware een stop die door de standpipe naar beneden valt. Door de zuigende werking van dit waterslot wordt de lucht in de klok meegezogen. Op die manier is de klok volledig gevuld, waardoor een hevel ontstaat. Door het principe van communicerende vaten wordt de tank leeggezogen. Zodra het niveau laag genoeg is, kan de lucht via de instroomopeningen van de klok naar binnen, zodat de hevelwerking verbroken wordt.

## Toepassingen
De autosifon wordt vooral toegepast in aquaponicssystemen, waarbij een groeibed door de werking van de sifon steeds afwisselend vol- en leegloopt.
Een toilet heeft ook een vorm van autosifon, waarbij de hevelende werking gestart wordt door een druk op de knop. Het verbreken gebeurt dan weer automatisch.